# 皮拉罕語
皮拉罕語（皮拉罕語：、皮拉哈語），是由一群住在巴西亞馬遜州一條名叫麥西河（Maici River）的亚马逊河支流沿岸，過著狩獵採集生活的皮拉罕人所使用的語言。
皮拉罕語被認為是現今木拉語族（mura language）當中唯一存活下來的語言，此語族其他的語言都在之前數世紀內絕滅了。因此，皮拉罕語已經變成了一個和其他現存語言沒有親緣關係的孤立語言。雖然皮拉罕語只在麥西河沿岸的八個村莊當中，有150名左右的使用者，但它並不處在立即的危險或滅亡的危機當中，因為皮拉罕人是單語的社群，而皮拉罕語的使用至今依舊是活躍的。
皮拉罕語有著許多被一些語言學家認為是非常奇特的特徵，但其中有些被其他語言學家認為亦存在於其他語言當中。皮拉罕語語法最重要的資訊來自於丹尼爾·艾佛特(Daniel L. Everett)，他已出版了超過兩打關於皮拉罕語的文章了。

## 語言特徵
關於皮拉罕語，一些已被提出而值得注目的特徵包括以下幾點：
- 皮拉罕語具有所有已知語言當中，擁有最少音素的語言之一，也許只有羅托卡特語的音素比它少。同時皮拉罕語有著相當高程度的同位異音變化，包括兩個非常少見的發音[ɺ͡ɺ̼]和[t͡ʙ̥]。
- 一些音的發音依說話者的性別決定，女性使用者使用七個子音和三個母音，男性使用者則多出一個發音。
- 極為有限的語句結構，尤其沒有絕大多數語言都具備的遞迴現象。
- 僅具備「一」和「二」兩個數字（雖然艾佛特最近的研究認為，皮拉罕語甚至於沒有這幾個數字）；其他最接近數詞的，是像「很多」之類描述一般數量多寡的詞。
- 除了對於明與暗的形容以外，沒有關於顏色的抽象詞（保羅‧凱伊（英语：Paul Kay）和其他人對艾佛特研究的評注對此點有所爭論[來源請求]）。
- 擁有較少家族相關辭彙；一個辭彙同時可用於「父」與「母」。
- 它的人稱代詞系統似乎完全是從能嘉圖語（英语：Nheengatu）（一個基於圖皮語（英语：Tupi language）的共同語）借來的。雖然並沒有關於皮拉罕語之前發展階段的紀錄，不過皮拉罕語和能嘉圖語代詞系統間的相似性，使得這個假說看起來似乎是合理的。
- 皮拉罕語可以以口哨吹出（英语：whistled language），亦可用哼唱的，或者以音樂來「演奏」。

但皮拉罕語的有些特徵依舊是有爭議的。

## 音韻
在已知語言當中，皮拉罕語的發音是其中最簡單的幾個之一。皮拉罕語被認為有着十個音位（比羅托卡特語少一個）。然而，要做這樣的宣稱，必須將[k]給用基底表式分析成/hi/。如果這樣的分析不被接受的話，那麼皮拉罕女人就有十個音位，而男人則有和羅托卡特語和夏威夷語一樣多的十一個音位。（伊恩‧馬迪森在研究皮拉罕語的資料後發現，皮拉罕語的/k/確實有著不尋常的分佈狀態）。
「十個音位」的宣稱也沒考慮到皮拉罕語的聲調，皮拉罕語至少有兩個聲調是皮拉罕語的音位（以銳音符標明，或者不標明，或以重音符標明）。雪爾頓（Sheldon）在1988年宣稱皮拉罕語有三個聲調，它們分別是：高聲(¹)、中聲(²)和低聲(³)。在艾佛特的研究裡只紀錄了兩個皮拉罕語的聲調。

### 發音集合
在所有像羅托卡特語或皮拉罕語一樣，有區別的音位少，同時每個音位又有著大量同位異音的語言裡，語言學家對其所有音位的發音性質會有不同的分析。

#### 元音
|        | 前元音 | 後元音 |
| ------ | ------ | ------ |
| 閉元音 | i      |        |
| 中元音 |        | o      |
| 開元音 | a      |        |

#### 輔音
部份的發音如下：
|      |      | 雙唇音 | 齒齦音 | 軟顎音 | 喉音        |
| ---- | ---- | ------ | ------ | ------ | ----------- |
| 塞音 | 清音 | p      | t      | (k)    | ʔ (寫作"x") |
| 塞音 | 濁音 | b      |        | g      |             |
| 擦音 | 清音 |        | s      |        | h           |

[k]被認為是/hi/的混成。有時女人以/h/代替/s/。
| 音位 | 發音               | 單字                                 |
| ---- | ------------------ | ------------------------------------ |
| /p/  | [p]                | pibaóí，意即「水獺」                 |
| /t/  | [t]                | taahoasi，意即「沙子」               |
| /t/  | 在/i/前面發[tʃ]    | tii，意即「殘渣、剩餘」              |
| /k/  | [k]                | kaaxai，意即「金剛鸚鵡」             |
| /ʔ/  | [ʔ]                | kaaxai，意即「金剛鸚鵡」             |
| /b/  | [b]                | xísoobái，意即「綿毛」               |
| /b/  | 在字首發[m]        | boopai，意即「喉嚨、頸部」           |
| /g/  | [g]                | xopóogií，意即「印嘉果」             |
| /g/  | 在字首發[n]        | gáatahaí，意即「罐頭」               |
| /g/  | [*] （見下面說明） | toogixi，意即「鋤頭」                |
| /s/  | [s]                | sahaxai，意即「不應當」              |
| /s/  | 在/i/前面發[ʃ]     | xísiisí，意即「脂肪」                |
| /h/  | [h]                | xáapahai，意即「鳥矢（bird arrow）」 |

若[k]算入音素之一且皮拉罕語只有兩個聲調的話，皮拉罕語有十三個音素；若[k]不是音素，則有十二個音素，比羅托卡特語多一個。（英語有大約三十到四十五個音素，依不同方言而定，尤比克語則有八十四個音素）。不過這些音都有著大量的同位異音變體。例如，母音在喉音/h/與/ʔ/（分別寫作h與x)後方鼻音化，另外其他音的變體在下方說明：
- /b/ [b, ʙ, m]：在塞音後方發作鼻音[m]，在/o/前方發作顫音[ʙ]。

- /g/ [g, n, ɺ͡ɺ̼]：在塞音後方發作鼻音[n]（舌尖音）；[ɺ͡ɺ̼]是個只在此語言當中被報告有出現的齒齦─舌唇邊雙重彈音，在這個音裡面，舌頭先打擊上牙床脊，然後打擊下唇。不過這個音只用於一些特殊的演說的表現，因此它應當不是個一般說話時用的音。

- /s/ [s, h]：在女性說話的時候，/s/在[i]前變成[h]，「有時」在其他地方亦然

- /k/ [k, p, h, ʔ]：在男性說話的時候，字首的[k]和[ʔ]是可互換的。對於很多用語者而言，[k]和[p]可能在某些字裡是互換的。至少在某些字當中，[hoa]和[hia]被認為是[kʷa]和[ka]的自由變體。

因為如此的變化，艾佛特認為/k/是個不穩定的音。藉由將之分析成/hi/，他可以在理論上將子音音位數減至七個。
因為上表的子音，因此皮拉罕語有時被認為是少數沒有鼻音的語言。然而其他的分析法也是可能成立的。若將[g]分析成/n/，而[k]分析成/hi/的話，亦可說此語言是非常少數不具有軟顎音的語言，無軟顎音的版本如下所示：
|      | 雙唇音 | 齒齦音 | 喉音 |
| ---- | ------ | ------ | ---- |
| 塞音 | p      | t      | ʔ    |
| 鼻音 | m      | n      |      |
| 擦音 |        | s      | h    |

### 雙唇顫音
在2004年，語言學家丹尼爾‧艾佛特注意到皮拉罕語使用清雙唇齒塞擦顫音，也就是[t͡ʙ̥]。他猜想皮拉罕人之前在他面前不使用此音，因為非皮拉罕人聽到此音時會取笑他們。[t͡ʙ̥]在皮拉罕語裡的出現是值得考慮的，因為是其他僅存的、已知用此音的語言是和皮拉罕語無關係的查怕庫拉─萬罕姆語言的歐羅溫語與瓦里語，這些語言在皮拉罕語言區域以西約500公里處使用。歐羅溫語也是個近於滅亡的語言（歐羅溫語僅以瓦里部落的某些成員的第二語言的姿態存活），它在1994年由艾佛特所發現。

## 字彙
皮拉罕語有著少數的借詞，其多半來自葡萄牙語。像皮拉罕語的"kóópo"（意即「杯子」）即來自葡萄牙語的"copo"，而"bikagogia"（意即「商業」）即來自葡萄牙語的"mercadoria"（意即「交易、買賣」）。

### 親屬稱謂
皮拉罕文化有著人類社會已知最簡單的親屬關係系統，一個單一的詞baíxi（讀作[màíʔì]）可同時用以指稱「母親」和「父親」，同時他們似乎也不紀錄比生物學上的手足還要遠的親緣關係。

### 數詞
根據艾佛特在1986年的報告，皮拉罕語有著「一」和「二」這兩個詞，但在比較最近時，他聲稱皮拉罕語完全沒有數詞。它看上去似乎只有三個約略描述數量的詞，在某些方面這些詞意近於「少數的」、「一些」和「許多的」。皮拉罕語不存在有語法上的單複數的區別，甚至於在代詞中亦然。

### 顏色指稱
亦有人稱稱皮拉罕語缺乏任何關於顏色的用詞，因此皮拉罕文化變成少數只有「明」與「暗」的稱呼的文化（此類文化多數於亞馬遜盆地和新幾內亞）。  雖然艾佛特的博士論文裡的皮拉罕語單字表有著一個顏色詞的列表（第346頁），但艾佛特在2006年，根據他後來另外二十年的田野調查，宣稱該表裡的那些字並非真正的詞，而是描述性的片語而已。

## 句法

### 代詞
基本的皮拉罕語人稱代詞包括了ti（意即「我」）、gíxai（[níʔàì]，意即「你」）和hi（意即「他/她/他們/她們」）。人稱代詞可以合成在一起用，如ti gíxai（意即「我和你」）或ti hi（意即「我們但不包括你」），而gíxai hi意即「你們（第二人稱眾數）」。亦有報導指出其他人稱代詞的存在，如「她」、「牠」、「牠（用於水生生物）」、以及「它（不動物體）」等，但這些詞在事實上是名詞。不同語言學家得出不同列表一事顯示出了這些詞對語法不是基本的要素。在兩份最近的文章裡，艾佛特引用了雪爾頓（Sheldon）的話做為同意自己對人稱代詞的分析法。
雪爾頓在1988年指出了以下的人稱代詞列表：
ti³─意即「我」
gi¹xai³─意即「你」
hi³─意即「他」
i³─意即「她」
i¹k─意即「牠」（非人非水生動物）
si³─意即「牠」（非人水生動物）
a³─意即「它」（非動物）
ti³a¹ti³so³─意即「我們」
gi¹xa³i¹ti³so³─意即「你們」
hi³ai¹ti³so³─意即「他們」（指稱人類？）
代名詞前綴於動詞，在間接受詞意思裡包括如「向」、「為了」等前置詞的意思的主詞─間接受詞─受詞的順序中，這些前置詞是被省略的。如hi³-ti³-gi¹xai³-bi²i³b-i³ha³i¹這句意思即為「他將會將你寄給我」。
對於擁有物，代名詞是被使用的：
|  | paitá | hi    | xitóhoi |
|  | 派塔  | 他/她 | 睾丸    |

「派塔的睾丸」

### 動詞
皮拉罕語是個黏著語，因此它使用了大量的詞綴以呈現語法上的意義。就連表明存在或等同的關聯結構動詞（英語所謂的Be動詞）在皮拉罕語裡都以動詞形式呈現。例如在皮拉罕語中要講「那裡有隻驼鼠」的話，只要用兩個詞，關聯結構是「驼鼠」這個詞的後綴：
|  | káixihíxao-xaagá | gáihí |
|  | 驼鼠-存在        | 那裡  |

「那裡有隻驼鼠」
皮拉罕語也使用表達示證式的後綴。-xáagahá這個後綴意即說話者確實看見了問具中的該事件：
|  | hoagaxóai  | hi    | páxai             | kaopápi-sai-xáagahá       |
|  | 霍阿加歐埃 | 他/她 | páxai（魚的一種） | 抓-名詞化- （我看見了它） |

「我看見了霍阿加歐挨他抓了一條páxai魚」
（-sai這個後綴將動詞轉為名詞，其如同英語-ing一般地作用）
其他的動詞後綴則指出從不同情況的證據而得知的動作，或者是耳聞而來的事物。和英語不同的是，說皮拉罕語的時候必須標明資訊的來源，這個來源不能模糊化。亦存在有動詞後綴以表明對進行某項動作的希望，或者是對完成某個動作感到的挫折，或甚至於是對開始某個動作而感到的挫折。
皮拉罕語亦有著大量的體：完成體對非完成體，封閉體對非封閉體、持續體、反覆體與開始體。然而，除了如此的複雜性之外，動詞的及物與否似乎不太有所區別，像例如xobai這個字可以用作「看著（不及物）」和「看」之意，而xoab這個字則可以用作「死亡」和「殺害」之意。

### 嵌入
若要將一個句子嵌入另一個，則被嵌入的句子會變成一個如上所見，以後綴-sai結尾的名詞：
|  | hi    | ob-áaxái  | kahaí | kai-sai     |
|  | 他/她 | 知道-真的 | 箭矢  | 製作-名詞化 |

「他確實知道製作箭矢的方法」 （字面翻譯：「他真的知道箭矢的製作」）
|  | ti | xog-i-baí     | gíxai | kahaí | kai-sai     |
|  | 我 | 要-此-非常.多 | 你    | 箭矢  | 製作-名詞化 |

「我真的想請你製作箭矢」（字面翻譯：「我真的喜歡/要你對箭矢的製作」）
艾佛特宣稱這個結構並不是真正的嵌入，而是個意合連結（parataxis）的例子，但這點被其他的語言學家所爭論。 艾佛特回應這些批評者說，-sai標示著「舊的資訊」，並且沒有導致名詞化。

## 皮拉罕語與萨丕尔-沃夫假说
皮拉罕人不以數字數數，他們只用大略的量度，同時根據測驗，皮拉罕人沒有能力一致地分辨四個東西組成的群體和有著相似排列的、由五個東西組成的群體。當被要求要複製一個群體的事物時，他們平均而言可複製正確數量的事物，但卻不能在一次測試中，在數量上精確地進行複製。
人们注意到，由於這個文化上的概念缺失，致使他們在貿易中受到欺騙，皮拉罕人曾經向丹尼爾‧艾佛特這位和他們一起工作的語言學家求助，請求他教導他們基本的、關於數字的知識。在為期八個月的熱心却无果的教導後，皮拉罕人斷定他們自身沒有能力學習這個東西，並停止了課程。沒有一個皮拉罕人學會數數數到十，或甚至於進行如1 + 1之類的算術。
艾佛特認為這些人之所以無法數數，是因為兩個文化上的理由和一個形式語言上的理由所造成的。第一、皮拉罕人是個到處遷徙的、同時沒什麼東西要數的狩獵採集族群，也因此沒有必要熟習算術。第二、除了使其語言數詞消失的事物外，他們在文化上有其侷限，使得其推廣的能力無從發展。第三、由於數字和計算，據某些研究，是基於遞迴之上的，因此其語言對遞迴的缺乏，導致了其對計算能力的缺乏。因此所需事物的缺乏解釋了其在計算能力上的缺乏和在相關單字上的缺乏。艾佛特並未聲稱皮拉罕人在對計算的認知能力上有缺陷。

## 對其他語言的認知
艾弗列特聲稱目前留存的大多數皮拉罕語使用者為單語族，他們僅僅了解一些葡萄牙語單字而已。一位和皮拉罕人在過去數年和一起生活了十八個月的人類學家馬可‧安東尼奧‧岡薩爾維斯（Marco Antonio Gonçalves）寫到：「多數的男人懂得葡萄牙語，雖然他們不是所有人都能用葡萄牙語來表達自身的意見。女人則僅對葡萄牙語有些許的理解，並且從不用葡萄牙語做為表達的方法。男人發展出了一個溝通用的『語言』以和地方的人溝通，這個『語言』混合了皮拉罕語、葡萄牙語和亞馬遜地區的一個名叫能嘉圖語的通用語的單字。」
曼徹斯特大學的吉妮特‧薩克爾（Jeanette Sakel）在最近開始研究皮拉罕人對葡萄牙語的使用。
艾弗列特宣稱皮拉罕人在說葡萄牙語時，將皮拉罕語的語法套用在其非常初步的葡萄牙語單字上，雖然皮拉罕人的葡萄牙語只用於一些被限定的特別用途，因此宣稱他們是單語人口的這點是正確的，但這點也未和公薩爾菲斯所言相衝突（因為他們可以在特定小範圍的主題上，用非常少的（葡萄牙語）單字進行溝通）。雖然公薩爾菲斯引述了皮拉罕人所講的故事，但這些故事裡用的葡萄牙語卻不是他們所講的話的字面翻譯，而只是個從皮拉罕人的葡萄牙語皮欽語翻譯來的自由翻譯而已。